# Clorpromazina
La clorpromazina è un principio attivo neurolettico appartenente al gruppo delle fenotiazine, impiegato nel trattamento della schizofrenia, nella fase maniacale del disturbo bipolare, nella psicosi senile e nelle psicosi tossiche da sostanze stupefacenti.
La clorpromazina è anche conosciuta con il nome di torazina, trasposizione letterale di Thorazine, il nome commerciale del farmaco negli Stati Uniti. Si può sentir pronunciare questo lemma gergale in alcuni doppiaggi di film o serie TV statunitensi o leggere in traduzioni superficiali.

## Meccanismo d'azione
Questo farmaco è un antidopaminergico, cioè un antagonista funzionale del recettore D2. Bloccando i recettori post-sinaptici della dopamina consente il controllo di alcuni sintomi quali allucinazioni, deliri, l'udire voci inesistenti (allucinazioni uditive).

## Effetti collaterali
La clorpromazina presenta alcuni effetti secondari: per esempio, essendo un anti-dopaminergico, permette di impedire il vomito (effetto anti-emetico). Ha anche azione antistaminica non specifica, che giustifica la comparsa di sonnolenza in coloro cui viene somministrata. Tuttavia esistono anche effetti collaterali problematici denominati "discinesie persistenti tardive" che si manifestano soprattutto con le terapie a lungo termine. Questi sintomi possono persistere anche dopo la sospensione della terapia e comprendono movimenti ritmici della lingua, delle labbra, del volto e degli arti. Colpiscono con maggiore frequenza i pazienti anziani e le donne. Per via dei numerosi recettori a cui può legarsi e quindi alla varietà di reazioni che può indurre, la clorpromazina viene comunemente elencata tra le dirty drugs.
Sembra esserci un rischio dose-dipendente di convulsioni con il trattamento con clorpromazina. Discinesia tardiva (movimenti corporei involontari e ripetitivi) e acatisia (una sensazione di irrequietezza interiore e incapacità di rimanere fermi) sono meno comuni con la clorpromazina rispetto agli antipsicotici tipici ad alta potenza come l'aloperidolo o la trifluoperazina, e alcune evidenze suggeriscono che, con un dosaggio conservativo, l'incidenza di tali effetti per la clorpromazina può essere paragonabile a quella di nuovi agenti come risperidone o olanzapina.
La clorpromazina può depositarsi nei tessuti oculari se assunta in dosi elevate per lunghi periodi di tempo.
Altri effetti collaterali riguardano reazioni avverse simil-parkinsoniane, come bradicinesia, rigidità, ipomimia e talora comparsa di tremori, anch'essi dovuti all'azione antidopaminergica. Si registrano inoltre alterazioni delle secrezioni endocrine; in particolare si ha innalzamento dei livelli di prolattina e MSH, ormone che stimola la produzione di melanina. Inoltre si riportano effetti sull'apparato cardio-vascolare, per esempio ipotensione, tachicardie, aritmie, raramente gravi effetti sul sistema emopoietico e varie reazioni di ipersensibilità.
Durante l'uso di clorpromazina e di altri farmaci antipsicotici sono stati riportati casi di insorgenze di febbre elevata, rigidità muscolare, elevati livelli di creatinfosfochinasi (CPK) sierica, alterazioni di coscienza che possono progredire fino al coma e alla morte. Tale insieme di sintomi potenzialmente fatale è definito sindrome maligna da neurolettici (S.N.M.) e va curata con la sospensione immediata del farmaco e una terapia sintomatica intensiva.
L'assunzione di Clorpromazina, come quella di tutti i neurolettici, causa la diminuzione di volume cerebrale associato a un decremento delle funzioni cognitive.
| Effetto collaterale                                 | Riassunto | Gamma di risultati                              | Qualità delle prove                      |
| Effetti collaterali                                 | Effetti collaterali | Effetti collaterali                             | Effetti collaterali                      |
| --------------------------------------------------- | --- | ----------------------------------------------- | ---------------------------------------- |
| Aumento di peso                                     | 5 volte in più la probabilità di avere un notevole aumento di peso, circa il 40% con la clorpromazina presentano un aumento del peso                                          | RR 4.9 (Intervallo di confidenza a 2.3 a 10.4)  | Molto basso (stima dell'effetto incerta) |
| Sedazione                                           | 3 volte in più la probabilità di causare sedazione, circa il 30% con clorpromazina                                                                                            | RR 2.8 (Intervallo di confidenza a 2.3 a 3,5)   | Molto basso (stima dell'effetto incerta) |
| Disturbo del movimento acuto                        | 3,5 volte in più la probabilità di causare un rigido irrigidimento dei muscoli facilmente reversibile ma spiacevole, circa il 6% con clorpromazina                            | RR 3.5 (Intervallo di confidenza da 1.5 a 8.0)  | Molto basso (stima dell'effetto incerta) |
| Parkinsonismo                                       | 2 volte in più la probabilità di causare parkinsonismo (sintomi come tremore, esitazione di movimento, diminuzione dell'espressione facciale), circa il 17% con clorpromazina | RR 2.1 (Intervallo di confidenza da 1.6 a 2.8 ) | Molto basso (stima dell'effetto incerta) |
| Diminuzione della pressione sanguigna con vertigini | 3 volte in più la probabilità di causare diminuzione della pressione sanguigna e vertigini, circa il 15% con clorpromazina                                                    | RR 2.4 (Intervallo di confidenza da 1.7 a 3.3)  | Molto basso (stima dell'effetto incerta) |

## Storia
La clorpromazina è stata sintetizzata l'11 Dicembre 1951 da Paul Charpentier nei laboratori di Rhône-Poulenc, una società francese, e rilasciata nel Maggio 1952 per essere sottoposta a diverse indagini cliniche con lo scopo di migliorare gli effetti dell'anestesia generale. L'uso potenziale della clorpromazina in psichiatria è stata prima riconosciuta da Henri Laborit (1952), un chirurgo e fisiologo dell'esercito francese.
Negli anni ’50 il neurochirurgo sospettò che l’ansia sofferta da molti pazienti prima di un intervento chirurgico potesse essere causata dal rilascio nel corpo di grandi quantità di istamina. L’istamina è una sostanza simile a un ormone, prodotta in caso di stress, che causa una dilatazione dei vasi sanguigni e un abbassamento della pressione sanguigna. Laborit ipotizzò che la grande quantità di istamina prodotta dal sistema nervoso prima di un intervento fosse la principale responsabile di effetti collaterali, legati all'anestesia, quali l’agitazione, il collasso e la morte improvvisa..  Nel cercare un farmaco che potesse bloccare l’azione dell’istamina e calmare i pazienti, si imbatté nella clorpromazina. Laborit, sorpreso dall’azione calmante della clorpromazina, iniziò a chiedersi se non potesse anche calmare l’agitazione di pazienti affetti da disordini psichiatrici. Laborit convinse successivamente i medici Hamon, Paraire e Velluz del reparto psichiatrico di Val del Grace, l'ospedale militare di Parigi, ad utilizzare la clorpromazina per sedare alcuni loro pazienti e studiarne gli effetti.
Jacques Lh., un ventiquattrenne reduce di guerra e affetto da psicosi, fu il primo paziente psichiatrico ad assumere la clorpromazina. Gli furono somministrati 50 mg del farmaco per via endovenosa alle ore 10 del 19 Gennaio 1952. L'effetto calmante della clorpromazina fu eccezionale e immediato, anche se la seconda dose dovette essere iniettata ore dopo, visti i lunghi effetti del farmaco. La somministrazione ripetuta del farmaco causava irritazione venosa e infiltrazione perivenosa, quindi, in varie occasioni, barbiturici e elettroshock venivano sostituiti dalla clorpromazina.
Nonostante questi effetti, dopo 20 giorni con un totale di 855 mg di clorpromazina, il paziente era pronto "a riprendere la vita normale". Gli effetti della clorpromazina su Jacques Lh. furono riportati il 22 febbraio 1952 da Colonel Paraire durante una riunione della Société Médico-Psychologique a Parigi, e, sulla base di questa presentazione, venne pubblicato il primo documento sulla clorpromazina nella psichiatria, nell'edizione del Marzo 1952 degli Annales Médico-psychologiques, la rivista ufficiale della società.
Nei sei mesi successivi seguirono sei pubblicazioni di Delay e Deniker, che posero le basi per l'introduzione della clorpromazina in psichiatria. I due psichiatri francesi diedero seguito all’idea e agli esperimenti di Laborit e scoprirono che in effetti un alto dosaggio di clorpromazina calma i pazienti agitati e aggressivi che presentano sintomi schizofrenici. Col passare del tempo si scoprì che la clorpromazina e i farmaci correlati non sono soltanto dei tranquillanti, i quali calmano i pazienti senza sedarli troppo, ma anche degli agenti anti-psicotici, che riducono in maniera netta i sintomi di schizofrenia e malattie simili.
La clorpromazina divenne, in seguito al lavoro di Delay e Deniker, disponibile su prescrizione per la cura di attacchi psicotici e malattie mentali in Francia, a partire dal Dicembre del 1952. Il nome commerciale scelto per la clorpromazina fu ‘’Largactil’’, in modo da evidenziare le diversità delle azioni farmacologiche. Nel giro di tre anni, 1953-1956, il trattamento mediante clorpromazina si diffuse in tutto il mondo diventando ufficialmente il primo psicofarmaco per la cura di malattie mentali.
Alla fine del 1955 vi furono segnalazioni sugli effetti curativi della clorpromazina da pazienti psichiatrici di tutti i Paesi del Mondo; Svizzera (Staehelin e Kielholz 1953; Staehelin 1954); Inghilterra (Anton-Stephens 1954; Elkes e Elkes 1954); Canada (Lehmann 1954, Lehmann e Hanrahan 1954); Germania (Bente e Itil 1954); Ungheria (Kardos e Pertorini 1954); America Latina (Saly y Rosas et al 1954), Stati Uniti (Winkelman 1954); Australia (Webb 1955); e URSS (Tarasov 1955).
Un forte impatto sull'introduzione della clorpromazina nel Nord America venne dato dalla pubblicazione scientifica sull'"Archives of Neurology and Psychiatry" (USA) di Heinz Lehmann in collaborazione con Hanrahan.
Il primo colloquio internazionale sugli usi terapeutici della clorpromazina in psichiatria si è tenuto presso l'ospedale di Saint-Anne in Parigi nell'ottobre del 1955 e vide la partecipazione di 257 medici provenienti da 19 Paesi (Austria, Belgio, Brasile, Canada, Cuba, Francia, Germania, Gran Bretagna, Olanda, Lussemburgo, Perù, Portogallo, Spagna, Svezia, Svizzera, Turchia, Regno Unito, Stati Uniti e Venezuela).
L’importanza della clorpromazina fu riconosciuta dalla comunità scientifica di tutto il mondo, in particolare dalla prestigiosa ‘’American public health association’s Albert Lasker Award‘’ che premiò i medici che per primi evidenziarono e ne studiarono gli effetti:
- Henri Laborit per aver utilizzato per primo la clorpromazina come agente calmante e terapeutico e per aver riconosciuto l’importanza psichiatrica;[9]
- Pierre Deniker per il suo ruolo di primo piano nell'introduzione della clorpromazina in psichiatria e dimostrando la sua influenza sul decorso clinico della psicosi;[9]
- Heinz Lehmann per aver portato all’attenzione della comunità medica di tutto il mondo l’importanza della clorpromazina.[9]

Questo farmaco, il primo in assoluto a diminuire i sintomi di malattie mentali, rivoluzionò il mondo della medicina, e in particolare della psichiatria, spostando l’interesse della comunità medica sul modo in cui un agente antipsicotico produce i suoi effetti e focalizzando l'attenzione sulla eterogeneità della schizofrenia in termini di risposta al trattamento. La sua commercializzazione incoraggiò la produzione e l'utilizzo di altri farmaci per la cura di malattie mentali, oltre a riservare nei confronti dei malati atteggiamenti molto più umani.